# Cobitis turcica
La cobitis turcica è una specie di pesce degli Attinopterigi della famiglia delle Cobitidae. Vive solo in Turchia. I suoi habitat naturali sono fiumi, laghi d'acqua dolce e paludi d'acqua dolce. È minacciato dalla perdita del suo habitat.